# Lista dos bairros da cidade de São Paulo por imigração
|                                                               |  |                                                      |
| Bairro da Liberdade, reduto da comunidade asiática da cidade. |  | Igreja São José de Vila Zelina fundada por lituanos. |

Esta é uma lista dos bairros paulistanos por imigração ou que abrigaram, foram emancipados ou fundados por imigrantes, ordenada por países. A cidade de São Paulo é a mais multicultural do Brasil e uma das mais diversas do mundo. Fundada em 1554, por Anchieta e Nóbrega, com população indígena local e então colonizada por portugueses, sendo que desde o século XIX, aproximadamente 2,3 milhões de imigrantes chegaram ao estado, vindos de todas as partes do mundo. Atualmente, é a cidade com as maiores populações de origens étnicas portuguesa, italiana, japonesa, espanhola, alemã e libanesa fora de seus países respectivos. A cidade é também a cidade com a maior população de origem nordestina brasileira.